# Taradeau
Taradeau is een gemeente in het Franse departement Var (regio Provence-Alpes-Côte d'Azur) en telt 1619 inwoners (1999). De plaats maakt deel uit van het arrondissement Draguignan.

## Geografie
De oppervlakte van Taradeau bedraagt 17,4 km², de bevolkingsdichtheid is 93,0 inwoners per km².
De onderstaande kaart toont de ligging van Taradeau met de belangrijkste infrastructuur en aangrenzende gemeenten.

## Demografie
Onderstaande figuur toont het verloop van het inwonertal (bron: INSEE-tellingen).